# Lijsem
Lijsem (Frans: Lincent, Waals: Lîssin) is een plaats en gemeente in het arrondissement Borgworm in de Belgische provincie Luik. De gemeente telt ruim 3000 inwoners.

## Naam
In 1139 werd de plaats vermeld als Linseym en Lynsem. In 1216 verschijnt in de bronnen de spelling Linsheim.

## Geografie
De gemeente bevindt zich in het uiterste noordwesten van Luik en grenst in het westen aan Waals-Brabant en in het noorden en oosten aan Vlaams-Brabant.

### Deelgemeenten
| # | Naam                | Opp. (km²) | Inwoners (2020) | Inwoners per km² | NIS-code |
| - | ------------------- | ---------- | --------------- | ---------------- | -------- |
| 1 | Lijsem (Lincent)    | 7,41       | 1.658           | 224              | 64047A   |
| 2 | Pellen (Pellaines)  | 2,67       | 508             | 190              | 64047B   |
| 3 | Raatshoven (Racour) | 4,65       | 1.114           | 239              | 64047C   |

| Aangrenzende gemeenten | Aangrenzende gemeenten | Aangrenzende gemeenten | Aangrenzende gemeenten | Aangrenzende gemeenten |
| ---------------------- | ---------------------- | ---------------------- | ---------------------- | ---------------------- |
| Hélécine (W.-Br.)      |                        |                        |                        | Landen (Vl.-Br.)       |
|                        |                        |                        |                        |                        |
|                        |                        |                        |                        |                        |
|                        |                        |                        |                        |                        |
| Orp-Jauche (W.-Br.)    |                        |                        |                        | Hannuit                |

De plaats had ook een station Lincent aan spoorlijn 147.

## Bezienswaardigheden
- Oude Sint-Pieterskerk (12e-14e eeuw) met haar primitieve verdedigingstoren gebouwd in de 12e eeuw, kerkschip uit de 14e eeuw en zijbeuken uit de 18e eeuw. De tot ruïne vervallen kerk werd verbouwd tot een zaal voor culturele activiteiten.
- De Nieuwe Sint-Pieterskerk is een neoromaans kerkgebouw van 1906 dat het rijke meubilair van de oude kerk herbergt.
- De oude pastorie (18e eeuw)
- De nieuwe pastorie (1741)
- Gemeentehuis en school (1870) ontworpen door Joseph Poelaert, de architect van het Justitiepaleis in Brussel.
- De Hoeve van Lijsem: vierkantshoeve van middeleeuwse oorsprong uit de 18e eeuw
- Het Château Michaux is een kasteel in baksteen uit 1904-1905 met neogotische inslag.
- De Hoeve Vanesse met jaarsteen 1747 met bijzondere deuromlijsting
- Het Kasteel Ulen

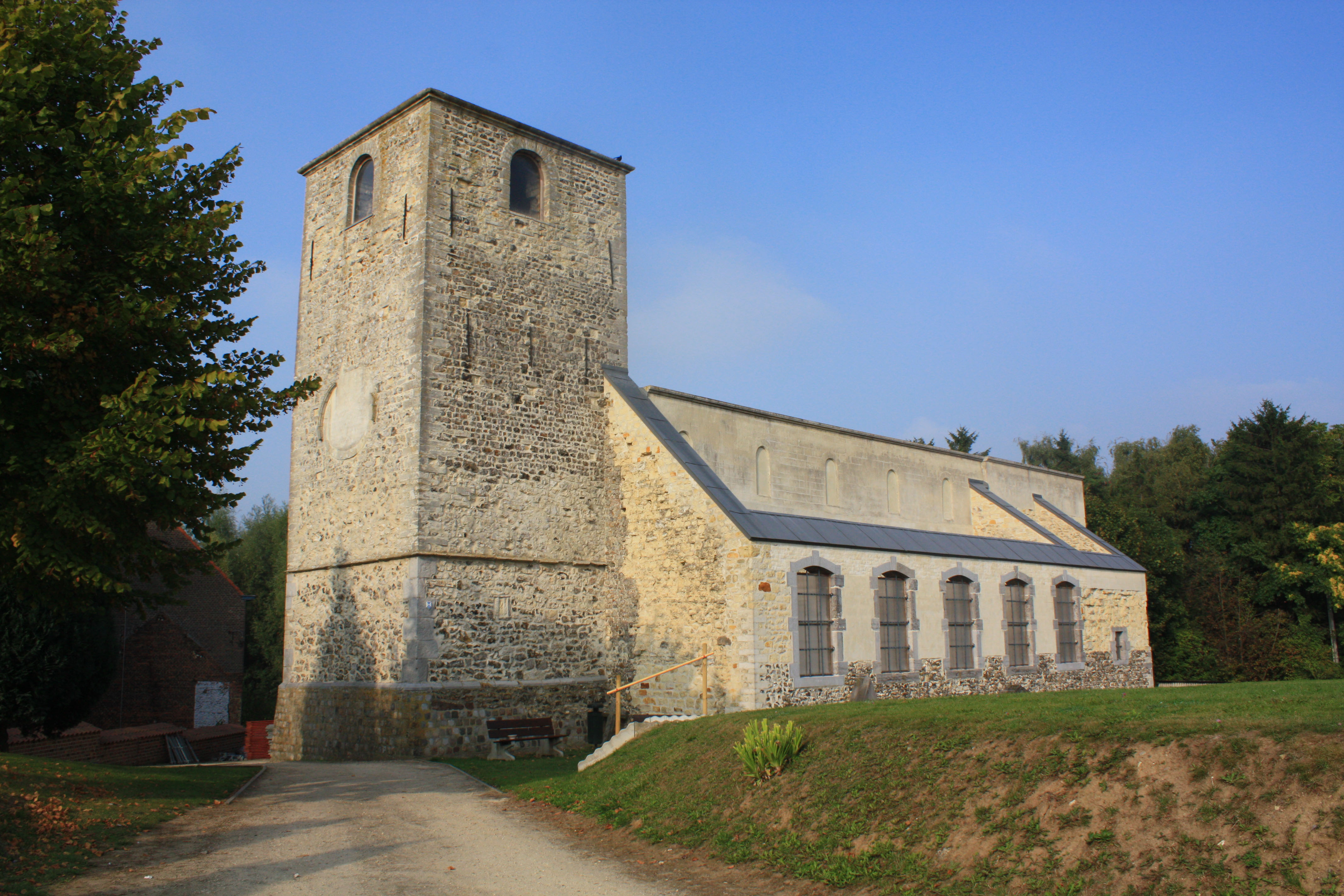
Oude Sint-Pieterskerk
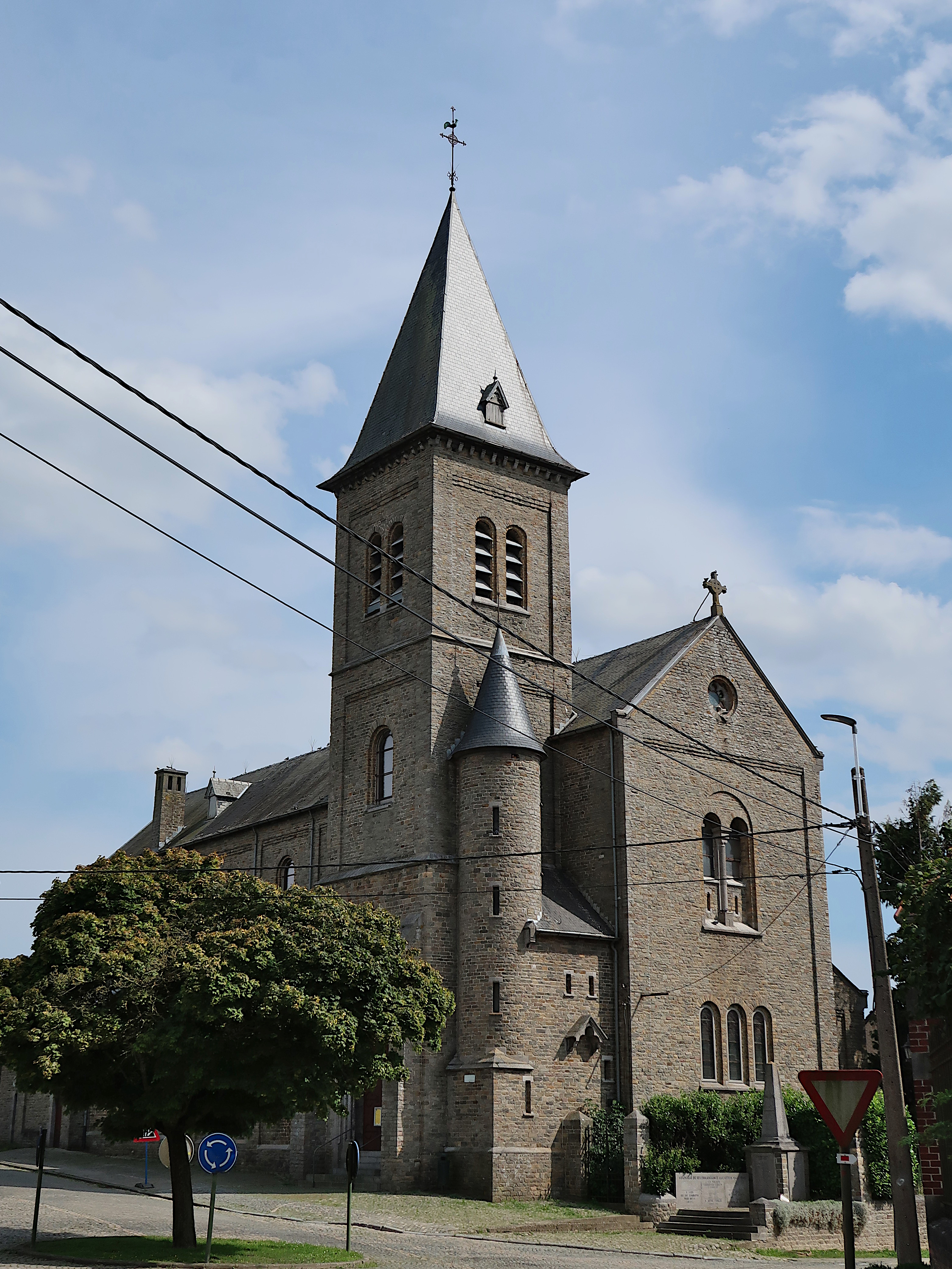
Nieuwe Sint-Pieterskerk (1906)
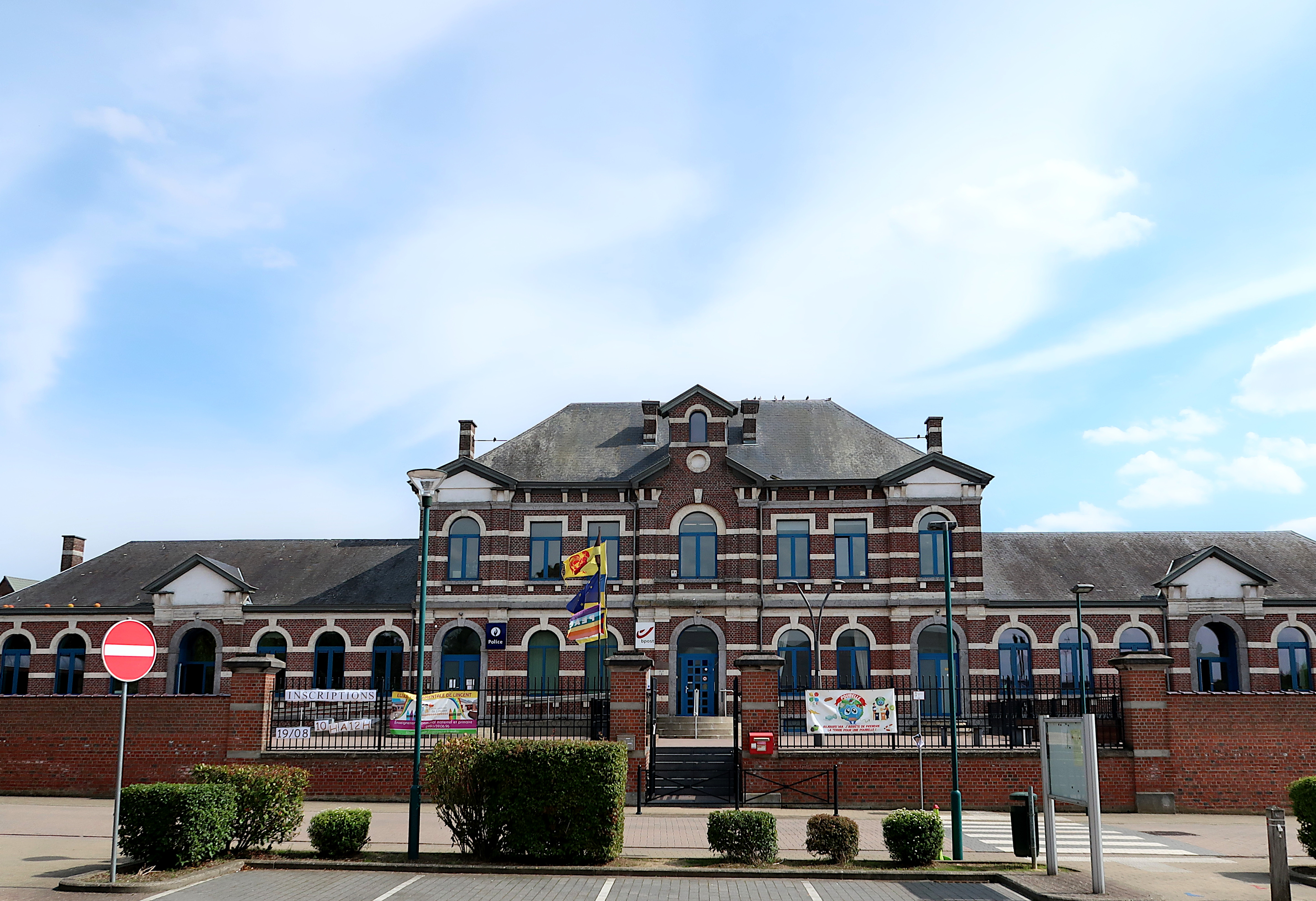
Gemeentehuis en school (1870)
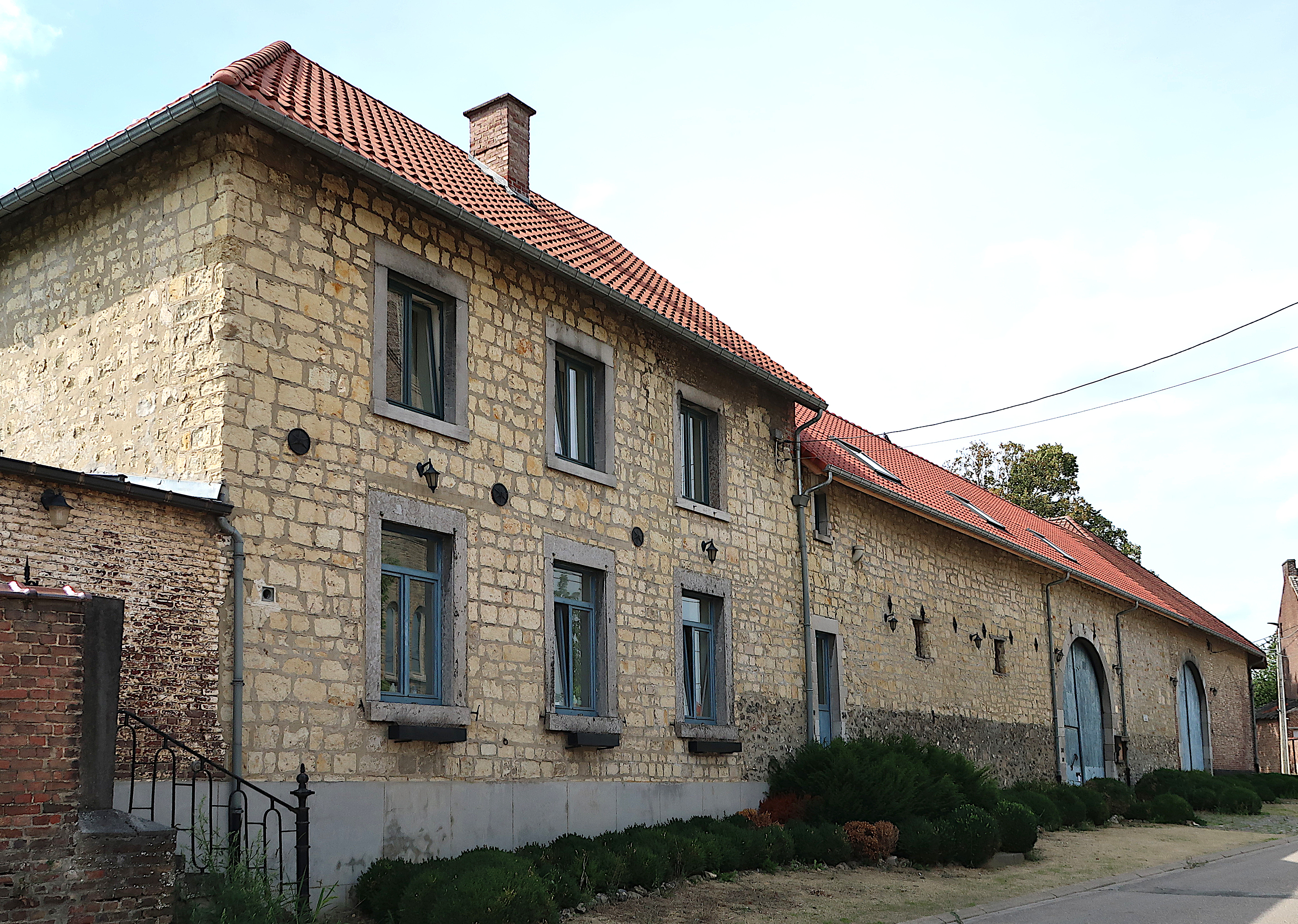
Hoeve van Lijsem (18e eeuw)
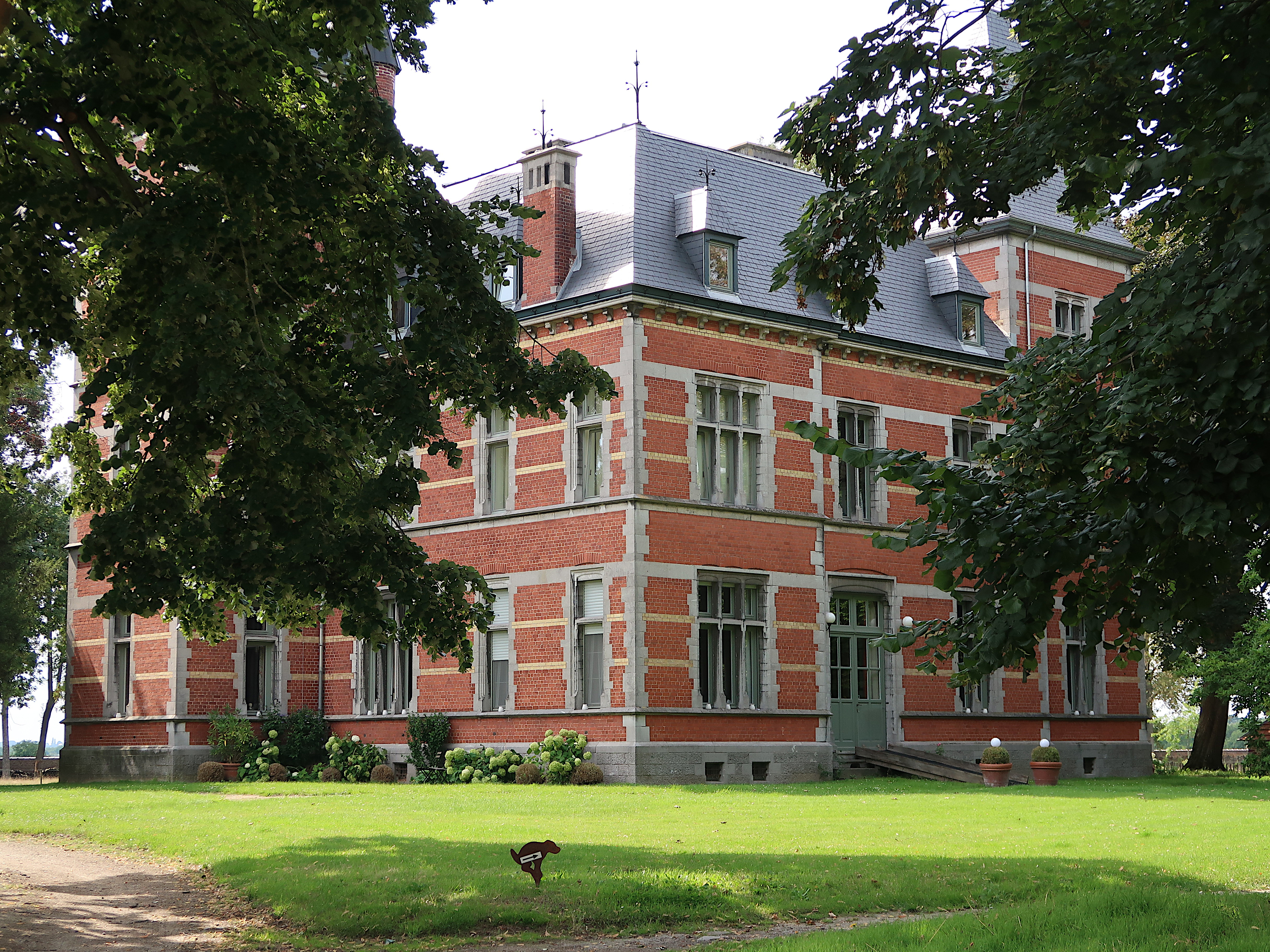
Kasteel Michaux

## Natuur en landschap
Lincent ligt aan de Baclaine, een zijriviertje van de Kleine Gete. De hoogte aan de kerk is 96 meter.

## Demografische ontwikkeling

### Demografische evolutie voor de fusie
- Bronnen:NIS, Opm:1831 tot en met 1970=volkstellingen

### Demografische evolutie van de fusiegemeente
Alle historische gegevens hebben betrekking op de huidige gemeente, inclusief deelgemeenten, zoals ontstaan na de fusie van 1 januari 1977.
- Bronnen:NIS, Opm:1831 tot en met 1981=volkstellingen; 1990 en later= inwonertal op 1 januari

| Inwoners van jaar tot jaar op 1 januari 1992 tot heden | Inwoners van jaar tot jaar op 1 januari 1992 tot heden | Inwoners van jaar tot jaar op 1 januari 1992 tot heden |
| jaar                                                   | Aantal                                                 | Evolutie: 1992=index 100                               |
| ------------------------------------------------------ | ------------------------------------------------------ | ------------------------------------------------------ |
| 1992                                                   | 2.713                                                  | 100,0                                                  |
| 1993                                                   | 2.750                                                  | 101,4                                                  |
| 1994                                                   | 2.744                                                  | 101,1                                                  |
| 1995                                                   | 2.765                                                  | 101,9                                                  |
| 1996                                                   | 2.760                                                  | 101,7                                                  |
| 1997                                                   | 2.763                                                  | 101,8                                                  |
| 1998                                                   | 2.804                                                  | 103,4                                                  |
| 1999                                                   | 2.798                                                  | 103,1                                                  |
| 2000                                                   | 2.806                                                  | 103,4                                                  |
| 2001                                                   | 2.848                                                  | 105,0                                                  |
| 2002                                                   | 2.876                                                  | 106,0                                                  |
| 2003                                                   | 2.879                                                  | 106,1                                                  |
| 2004                                                   | 2.942                                                  | 108,4                                                  |
| 2005                                                   | 2.963                                                  | 109,2                                                  |
| 2006                                                   | 2.998                                                  | 110,5                                                  |
| 2007                                                   | 3.055                                                  | 112,6                                                  |
| 2008                                                   | 3.042                                                  | 112,1                                                  |
| 2009                                                   | 3.101                                                  | 114,3                                                  |
| 2010                                                   | 3.144                                                  | 115,9                                                  |
| 2011                                                   | 3.207                                                  | 118,2                                                  |
| 2012                                                   | 3.200                                                  | 118,0                                                  |
| 2013                                                   | 3.260                                                  | 120,2                                                  |
| 2014                                                   | 3.275                                                  | 120,7                                                  |
| 2015                                                   | 3.268                                                  | 120,5                                                  |
| 2016                                                   | 3.281                                                  | 120,9                                                  |
| 2017                                                   | 3.292                                                  | 121,3                                                  |
| 2018                                                   | 3.292                                                  | 121,3                                                  |
| 2019                                                   | 3.311                                                  | 122,0                                                  |
| 2020                                                   | 3.280                                                  | 120,9                                                  |
| 2021                                                   | 3.318                                                  | 122,3                                                  |
| 2022                                                   | 3.309                                                  | 122,0                                                  |
| 2023                                                   | 3.351                                                  | 123,5                                                  |
| 2024                                                   | 3.375                                                  | 124,4                                                  |
| 2025                                                   | 3.375                                                  | 124,4                                                  |

## Politiek

### Resultaten gemeenteraadsverkiezingen sinds 1976
| Partij                                                                        | 10-10-1976 | 10-10-1976 | 10-10-1982 | 10-10-1982 | 9-10-1988 | 9-10-1988 | 9-10-1994 | 9-10-1994 | 8-10-2000 | 8-10-2000 | 8-10-2006 | 8-10-2006 | 14-10-2012 | 14-10-2012 | 14-10-2018 | 14-10-2018 | 13-10-2024 | 13-10-2024 |
| Stemmen / Zetels                                                              | %          | 11         | %          | 11         | %         | 11        | %         | 11        | %         | 11        | %         | 11        | %          | 13         | %          | 13         | %          | 13         |
| ----------------------------------------------------------------------------- | ---------- | ---------- | ---------- | ---------- | --------- | --------- | --------- | --------- | --------- | --------- | --------- | --------- | ---------- | ---------- | ---------- | ---------- | ---------- | ---------- |
| 4287E                                                                         | -          |            | -          |            | -         |           | -         |           | -         |           | -         |           | -          |            | -          |            | 54,49E     | 8          |
| PS1 / MAYEUR2 / LRPS3 / 4287E                                                 | 43,861     | 5          | 49,891     | 5          | 58,781    | 8         | 56,451    | 7         | 49,91     | 6         | 42,741    | 5         | 42,672     | 6          | 38,893     | 5          | 54,49E     | 8          |
| PSC1 / ACA / ICB / UNIONC / MR-cdH-EcoloD / 4287E                             | 29,241     | 3          | 50,11A     | 6          | 30,05A    | 3         | 37,94B    | 4         | 46,53C    | 5         | 32,43C    | 4         | 47,86D     | 7          | 61,11D     | 8          | 54,49E     | 8          |
| PRL1 / ACA / PRLU2 / ICB / UNIONC / MR-IC3 / MR-cdH-EcoloD/ MR PouR L aveniR4 | 26,91      | 3          | 50,11A     | 6          | 11,172    | 0         | 37,94B    | 4         | 46,53C    | 5         | 24,833    | 2         | 47,86D     | 7          | 61,11D     | 8          | 24,434     | 3          |
| ECOLO1 / MR-cdH-EcoloD                                                        | -          |            | -          |            | -         |           | 5,61      | 0         | 3,571     | 0         | -         |           | 47,86D     | 7          | 61,11D     | 8          | -          |            |
| En Avant                                                                      | -          |            | -          |            | -         |           | -         |           | -         |           | -         |           | -          |            | -          |            | 21,08      | 2          |
| Democratie-L                                                                  | -          |            | -          |            | -         |           | -         |           | -         |           | -         |           | 7,15       | 0          | -          |            | -          |            |
| LLA                                                                           | -          |            | -          |            | -         |           | -         |           | -         |           | -         |           | 2,32       | 0          | -          |            | -          |            |
| Totaal stemmen                                                                | 1951       | 1951       | 1912       | 1912       | 2027      | 2027      | 2026      | 2026      | 2054      | 2054      | 2180      | 2180      | 2297       | 2297       | 2409       | 2409       | 2404       | 2404       |
| Opkomst %                                                                     |            |            |            |            | 97,26     | 97,26     | 95,97     | 95,97     | 95,53     | 95,53     | 96,59     | 96,59     | 94,49      | 94,49      | 94,62      | 94,62      | 92,35      | 92,35      |
| Blanco en ongeldig %                                                          | 1,49       | 1,49       | 3,14       | 3,14       | 2,81      | 2,81      | 4         | 4         | 4,58      | 4,58      | 3,94      | 3,94      | 4,40       | 4,40       | 4,36       | 4,36       | 4,12       | 4,12       |

## Geboren in Lijsem
- Joris Vriamont (1896), Vlaams schrijver
- Constant Bronckart (1913), Belgisch senator

## Nabijgelegen kernen
Pellaines, Petit-Hallet, Grand-Hallet, Waasmont, Walshoutem